# شبکه فوتبال (تاجیکستان)
شبکه فوتبال تاجیکستان، شبکهٔ تلویزیونی ملی فوتبال تاجیکستان است. این شبکه تلویزیونی از ۳ اسفند ۱۳۹۵ در سراسر تاجیکستان با کیفیت عالی FHD به‌صورت شبانه‌روزی پخش می‌شود. این شبکه متعلق به فدراسیون فوتبال تاجیکستان است.
زبان اصلی شبکه فارسی تاجیکی است و بخشی از پخش به زبان روسی است.

## استقرار
افتتاح شبکهٔ تلویزیونی فوتبال در تاجیکستان در سال ۱۳۹۴ اعلام شد. در دی ۱۳۹۵، رسانه‌ها خبر از راه‌اندازی آیندهٔ شبکهٔ تلویزیونی «فوتبال» با فرمت HD دادند. بنیان‌گذار این شبکهٔ تلویزیونی فدراسیون فوتبال تاجیکستان است. این شبکهٔ تلویزیونی فقط چند روز قبل از آغاز رسمی در ۳ اسفند ۱۳۹۵ توسط رئیس فدراسیون فوتبال تاجیکستان رستم امامعلی به‌صورت آزمایشی راه‌اندازی شد.
شبکهٔ تلویزیونی «فوتبال» نه تنها دیدارهای تیم‌های ملی تاجیکستان و بازی‌های لیگ برتر فوتبال تاجیکستان، بلکه مسابقات قهرمانی و مسابقات تحت نظارت کنفدراسیون فوتبال آسیا - لیگ قهرمانان و جام کنفدراسیون فوتبال آسیا - مسابقات جالب و هیجان‌انگیز لیگ قهرمانان و لیگ اروپا، لیگ برتر انگلستان، لا لیگا اسپانیا، مسابقات سری آ قهرمانی ایتالیا، بوندس‌لیگا آلمان، لیگ ۱ فرانسه، مسابقات کوپا آمریکای قرن و همچنین جلسات مرکزی دیگر کشورهای اروپایی با کیفیت بالا از تلویزیون «فوتبال» پخش می‌شود. شبکهٔ تلویزیونی تخصصی جدید برنامه‌های حرفه‌ای را از چهره‌های برجسته این ورزش، ستارگان سابق و فعلی فوتبال، تاریخچه و فعالیت‌های تک‌تیم‌ها و باشگاه‌ها، قهرمانان جهان و تیم‌های معروف جهان پخش خواهد کرد.

## دریافت
Yahsat 1A (Al Yah 1), 52.5 East
FRE: 11785 – POL: HOR – S/R: 27500 – FEC: 3/4
BISS:12 34 00 46 AB CD 00 78
BISS:12 34 00 00 AB CD 00 00
```
هردو درحال حاضر جواب میده برای یاه ست
```